# Achelia turba
Achelia turba là một loài nhện biển trong họ Ammotheidae. Loài này thuộc chi Achelia. Achelia turba được miêu tả khoa học năm 1990 bởi Stock.